# Un giorno questo dolore ti sarà utile
Un giorno questo dolore ti sarà utile è un romanzo del 2007 scritto da Peter Cameron. Il romanzo è raccontato in prima persona dal protagonista, James Sveck, che racconta al lettore la sua vita, incluse le ragioni che lo hanno portato a diventare un "disadattato".
Il protagonista del romanzo è stato accostato a Holden Caulfield de Il giovane Holden di J.D. Salinger.

## Trama
James Sveck ha diciotto anni, nessun amico e un noioso lavoro estivo nella galleria d'arte della madre, poco frequentata. È figlio di genitori separati (la madre, una gallerista con tre matrimoni falliti alle spalle e il padre, 
un uomo incallito col vizio della chirurgia estetica), i quali tentano un po' goffamente di aiutarlo ad orientarsi nel mondo; ha una sorella  di nome Gillian, invaghita di un professore di teoria del linguaggio. James rifugge le persone e le situazioni sociali e comunica soltanto con Nanette, nonna affettuosa e di buon senso, e Miró, un cagnetto nero che si crede umano. Deciso a non frequentare il college, passa il tempo a cercare una casa nel Midwest in cui leggere e poter stare finalmente da solo, fino a quando, un giorno, sempre per ingannare il tempo, decide di registrarsi, sotto falso nome, su un sito di incontri frequentato assiduamente anche da John, il gestore della galleria.

## Premi e riconoscimenti
- American Library Association (ALA) Best Books for Young Adults 2008[4]
- Amazon.com Top 10 Editor's Picks[5]
- Ferro-Grumley Award for Gay Male Fiction 2008The Voyage of Life: Youth, di Thomas Cole. Parte di una serie ammirata da James, rappresenta l'adolescenza come un periodo nel quale l'individuo si sente invincibile e impaziente di intraprendere il suo cammino verso il futuro, sentimenti non condivisi dal protagonista

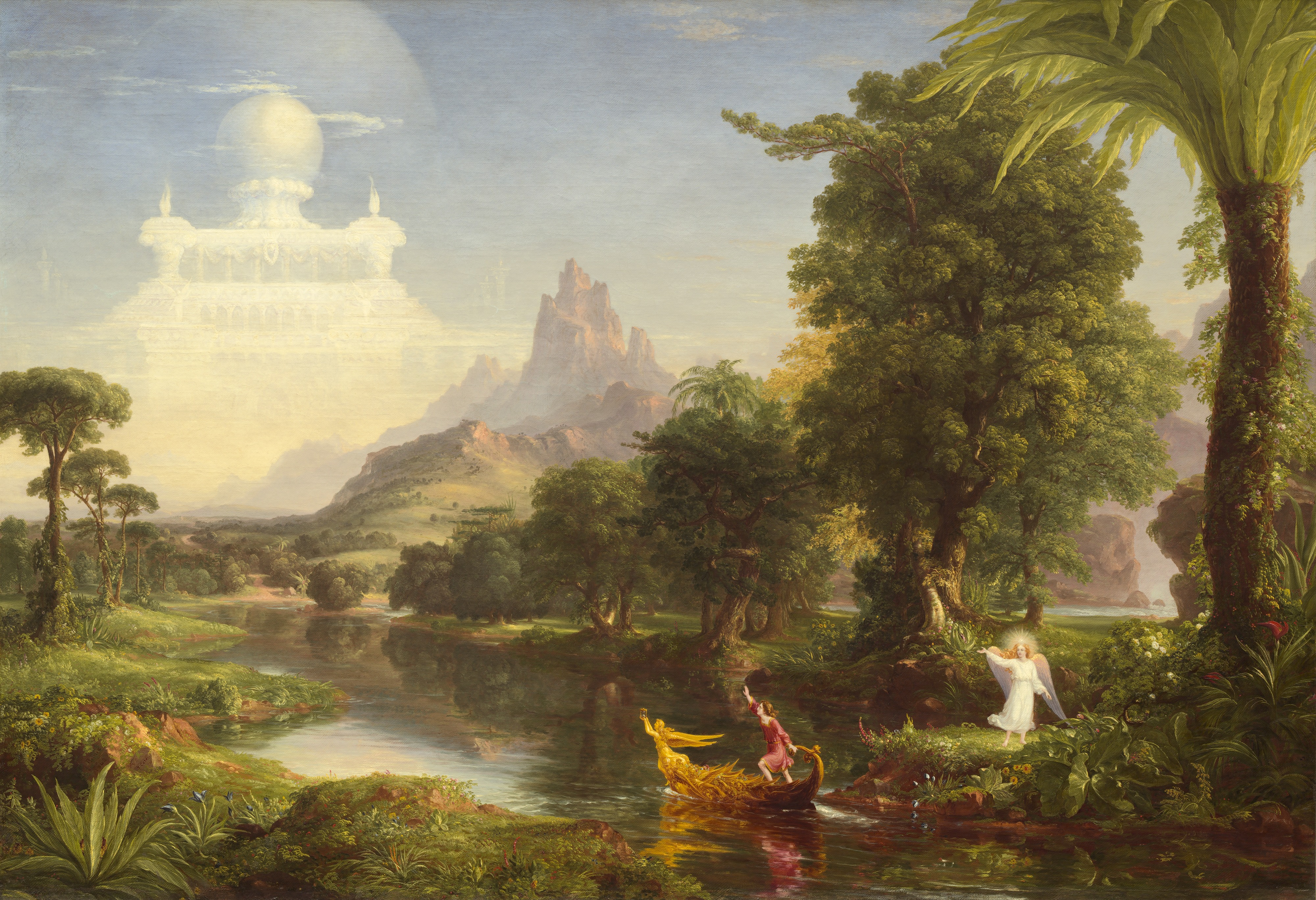
The Voyage of Life: Youth, di Thomas Cole. Parte di una serie ammirata da James, rappresenta l'adolescenza come un periodo nel quale l'individuo si sente invincibile e impaziente di intraprendere il suo cammino verso il futuro, sentimenti non condivisi dal protagonista

## Adattamento cinematografico
Con la produzione della Jean Vigo Italia e Rai Cinema tra il 2010 e il 2011 è stato realizzato un adattamento cinematografico del romanzo diretto da Roberto Faenza. In Un giorno questo dolore ti sarà utile il ruolo del protagonista, James Sveck, è affidato a Toby Regbo, il resto del cast è composto da Ellen Burstyn, Deborah Ann Woll, Stephen Lang, Marcia Gay Harden, Peter Gallagher e Lucy Liu.
È il secondo film americano di Roberto Faenza, che guarda agli adolescenti della solidissima tradizione letteraria statunitense e realizza il ritratto di un ragazzo complesso, profondo e curioso.

## Edizioni
- Peter Cameron, Un giorno questo dolore ti sarà utile, traduzione Giuseppina Oneto, Adelphi, 2010,  p. 206, ISBN 978-88-459-2502-3.